# Vadese Calcio
L'A.S.D. Vadese Calcio, meglio conosciuta come Vadese, è una società calcistica italiana con sede nella città di Sant'Angelo in Vado, in provincia di Pesaro e Urbino. Fondata nel 1952, la squadra milita attualmente nel girone A di Seconda Categoria.
Nella sua storia ha militato per dodici stagioni consecutive nel massimo campionato dilettantistico, dove per due anni consecutivi (1987 e 1988) ha sfiorato la promozione in Serie C2.
I colori sociali tradizionali della squadra sono il giallo e il rosso. Disputa le gare interne allo Stadio Comunale Antonio Ceccarini.

## Storia
La Vadese viene fondata nel 1952. Nel primo quarto di secolo di vita, la società giallorossa milita nei tornei regionali delle Marche, scalandoli lentamente. Vincendo il campionato di Promozione nel 1980-1981 viene promossa nel Campionato Interregionale. Proprio gli anni ottanta rappresentano il periodo d'oro della società di Sant'Angelo in Vado, che staziona costantemente nella parte alta della classifica. Si inizia anche a sognare la promozione in Serie C2 e l'ascesa al professionismo. La Vadese sfiora l'impresa nel 1987 e la manca per soli 2 punti nel 1988 quando ad imporsi è il Poggibonsi. All'inizio del decennio successivo termina il periodo d'oro del club che retrocede nel campionato di Eccellenza Marche.
Al ritorno nei campionati regionali, la Vadese non riesce a costruire organici competitivi e deve accontentarsi di tranquille salvezze. Nel 2000 arriva la retrocessione in Promozione dopo la sconfitta ai playout patita contro il Camerino. Gli spareggi salvezza diventeranno maledetti per i giallorossi: nel 2003 è l'Ostra a condannare la società alla retrocessione in Prima Categoria, evento che si ripete nel 2008, dove il ruolo del carnefice è recitato dal Sant'Orso. La maledizione si interrompe nel 2011 quando l'Ostra viene sconfitto nella rivincita. Nei playout successivi cadono anche Osimana e Cingolana Apiro. Al termine della stagione 2015 arriva una nuova retrocessione in Prima Categoria, seguita nel 2018 addirittura da quella in Seconda Categoria. Nella stagione successiva la formazione giallorossa si redime vincendo la coppa di categoria e ottenendo il ripescaggio in Prima Categoria.

## Colori e simboli
I colori ufficiali sono il giallo e il rosso.

## Società

### Organigramma societario
- Andrea Salvi - Presidente
- Andrea Baldelli - Direttore sportivo

## Palmarès

### Competizioni regionali
- Promozione: 1

1980-1981 (girone A)
- Prima Categoria: 1

2003-2004 (girone A)
- Coppa Marche Seconda Categoria: 1

2018-2019

### Altri piazzamenti
- Campionato Interregionale:

Secondo posto: 1987-1988 (girone F)
Terzo posto: 1986-1987 (girone F)
- Promozione:

Terzo posto: 1978-1979, 1979-1980 (girone A)

## Statistiche e record

### Partecipazione ai campionati
| Livello | Categoria                       | Partecipazioni | Debutto   | Ultima stagione | Totale |
| ------- | ------------------------------- | -------------- | --------- | --------------- | ------ |
| 5º      | Campionato Interregionale       | 11             | 1981-1982 | 1991-1992       | 12     |
| 5º      | Campionato Nazionale Dilettanti | 1              | 1992-1993 | 1992-1993       | 12     |

## Tifoseria

### Amicizie
- Foligno[2][3][4]: dagli anni ottanta.
- Fano[5]

### Rivalità
- Urbania[1][2]
- Urbino[1]
- Real Montecchio[1]